# Chronologie de la décentralisation en France
Pour des articles plus généraux, voir Décentralisation en France et Déconcentration.
La décentralisation en France est le fait pour l'État de transférer des compétences à des personnes morales qu'il crée, par opposition à la déconcentration, qui est le transfert de compétences à l'intérieur de l'État ; il n'y a pas alors création de personne morale. Le tableau ci-dessous présente les principales dates qui caractérisent l'évolution de la décentralisation, avec en parallèle les actions de déconcentration des services de l'État (représentées sur fond crème). Il est un assemblage de différentes chronologies figurant dans ces deux ouvrages de droit administratif, et ce rapport de la Cour des comptes.

## Chronologie
| Date/ type d'acte                                                            | Décentralisation |
| ---------------------------------------------------------------------------- | --- |
| Construction d’une République une et indivisible (1789-1830)                 | |
| août 1789                                                                    | La « nuit du 4 août 1789 » met fin aux privilèges des provinces, principautés, villes et communautés d'habitants désormais confondus dans le droit commun des Français. Cette décision consacre l’unité administrative du royaume. |
| 14 décembre 1789                                                             | La commune devient la cellule administrative de base. La loi unifie le statut des communes, mais leur délimitation est largement reprise de celle des 44 000 paroisses constituées dès le Moyen Âge. |
| 22 décembre 1789                                                             | La loi relative à la constitution des assemblées primaires et des assemblées administratives crée le département, conçu comme une division du territoire et non comme une nouvelle collectivité. |
| février 1790                                                                 | La France est divisée en quatre-vingt-trois départements. Cette division est faite en respectant autant que possible les frontières des anciennes provinces ou des généralités. Mais le souci de supprimer les enclaves conduit à certains changements d'affectation de communes, et par compensation, à de légères modifications des limites. |
| 17 février 1800                                                              | Déconcentration - La loi institue les préfets, nommés et révoqués par le Premier Consul, puis par l’Empereur. Les préfets sont l’organe exécutif unique du département, ils désignent les maires et les adjoints des communes de moins de 5 000 habitants et proposent au Premier Consul puis à l'Empereur la nomination des autres maires. Ils sont secondés par des sous-préfets dans les arrondissements. |
| Les débuts de la démocratie locale (1830-1939)                               | |
| mars 1831                                                                    | La loi instaure pour les communes l’élection au suffrage censitaire des conseillers municipaux. Une loi du 22 juin 1833 prévoit l’élection des conseillers généraux. |
| juillet 1837                                                                 | Une loi reconnaît la personnalité civile de la commune, dont le maire est à la fois le représentant de l’État et l'exécutif du conseil municipal. |
| 10 août 1871                                                                 | La loi organise l’élection au suffrage universel du conseil général et son « nouvellement par moitié tous les trois ans. Le préfet reste la seule autorité exécutive du département. |
| avril 1884                                                                   | La loi municipale crée un régime juridique uniforme pour toutes les communes de France. Elle prévoit l’élection au suffrage universel du conseil municipal, qui est désigné pour une durée de quatre ans et est renouvelable intégralement (en 1929, la durée du mandat est portée à six ans), l’élection du maire par le conseil municipal (sauf à Paris), ce qui fait du maire le premier représentant de la commune, et la tutelle du préfet à la fois sur le maire et sur les actes de la commune. L’article 61 dispose, dans son premier alinéa : « Le conseil municipal règle, par ses délibérations, les affaires de la commune. » Il exprime le principe de la libre administration des collectivités locales. |
| Le régime de Vichy (1940-1944)                                               | |
| Période 1940-1944                                                            | - Volonté d'instaurer un État centralisé autoritaire : suppression du principe de l'élection et nomination de toutes les autorités décentralisées afin de les contrôler - Les anciennes provinces se substituent aux départements (1940)[Quoi ?] - création de six préfets régionaux qui ont des pouvoirs spéciaux de police ainsi qu'en matière économique (loi du 19 avril 1941) |
| Une lente consécration (1944-1982)                                           | |
| 19 mars 1946                                                                 | La loi de départementalisation érige les colonies de la Guadeloupe, de la Martinique, de La Réunion et de la Guyane en départements d'outre-mer. |
| 1947                                                                         | Publication de Paris et le désert français de Jean-François Gravier. L'ouvrage dénonce la croissance incontrôlée et le poids démesuré de la région parisienne ainsi que la centralisation qui, en concentrant l'essentiel des pouvoirs politiques et économiques à Paris, aurait obéré le développement des provinces françaises. |
| 26 septembre 1953 Décret                                                     | Déconcentration - Décret relatif à la déconcentration administrative et au pouvoir des préfets. Le préfet, délégué du gouvernement, est représentant de chacun des ministres. Les pouvoirs des ministres ne peuvent être délégués dans le département qu'au préfet, sauf les pouvoirs du Garde des Sceaux ayant trait au fonctionnement des services judiciaires. |
| 4 octobre 1958 Constitution de 1958                                          | article 72 de la Constitution. « Les collectivités territoriales de la République sont les communes, les départements, les TOM. Toute autre collectivité est créée par la loi ». |
| 4 octobre 1958 Constitution de 1958                                          | Déconcentration - Dans les départements et les territoires, le délégué du gouvernement a la charge des intérêts nationaux, du contrôle administratif et des lois. |
| 14 mars 1964 Décret no 64-250                                                | Le préfet devient coordinateur des services de l'Etat dans le département et dans la région dans le domaine économique |
| 10 juillet 1964                                                              | La loi portant réorganisation de la région parisienne crée huit départements et transforme Paris en une collectivité territoriale à statut particulier ayant des compétences de nature communale et départementale. |
| 31 décembre 1966                                                             | Une loi fixe le régime juridique des communautés urbaines. Quatre communautés sont créées : Bordeaux, Lille, Lyon, Strasbourg. |
| 27 avril 1969                                                                | Echec du référendum relatif à la régionalisation et au projet de réforme du Sénat. |
| 31 décembre 1970                                                             | Suppression de l’approbation préalable du budget des communes par le préfet et réduction du nombre de délibérations soumises à cette approbation. |
| 5 juillet 1972 loi no 72-619                                                 | La région est érigée en établissement public. « Le conseil régional par ses délibérations, le conseil économique et social par ses avis, et le préfet de région par l’instruction des affaires et l’exécution des délibérations, concourent à l’administration de la région. » |
| 5 juillet 1972 loi no 72-619                                                 | Déconcentration - Le préfet est exécutif de la région |
| 31 décembre 1975                                                             | Définition du statut de la ville de Paris, qui devient une commune de plein exercice, avec un maire élu disposant de la plupart des prérogatives des maires des autres communes. |
| 22 octobre 1976                                                              | Remise du rapport Guichard intitulé Vivre ensemble à Valéry Giscard d’Estaing, Président de la République. Le rapport contient des propositions novatrices en matière de décentralisation : institution d’un contrôle de légalité, réforme des finances locales, création de communautés de villes ou de communautés urbaines. |
| 3 janvier 1979                                                               | Institution de la dotation globale de fonctionnement. |
| 10 janvier 1980                                                              | La loi aménage la fiscalité directe locale et permet aux conseils municipaux de voter directement les taux des impôts locaux. |
| Les premières lois de décentralisation (1982-2000)                           | |
| Actes I de la décentralisation 2 mars 1982                                   | Loi n 82-213 du 2 mars 1982 relative aux droits et libertés des communes, des départements et des régions. La région devient une collectivité territoriale. Le président du conseil général devient l'exécutif du département à la place du préfet. |
| Actes I de la décentralisation 2 mars 1982                                   | Déconcentration - Contrôle a posteriori par le préfet des actes des collectivités territoriales. |
| 7 janvier 1983 22 juillet 1983                                               | Loi du 7 janvier 1983 relative à la répartition des compétences entre les communes, les départements, les régions et l’État. Transferts de compétences de l'Etat vers les collectivités territoriales. |
| 26 janvier 1984                                                              | La loi no 84-53 du 26 janvier 1984 portant dispositions statutaires relatives à la fonction publique territoriale substitue, pour les agents locaux, le système de la carrière à celui de emploi. intégrés dans le grade d un cadre d*emplois, les fonctionnaires territoriaux peuvent avoir accès aux emplois auxquels ils ont vocation, dans les collectivités et établissements publics. |
| 16 mars 1986                                                                 | Première élection au suffrage universel direct des conseillers régionaux. |
| 5 janvier 1988                                                               | La loi no 88-13 dite « d’amélioration de la décentralisation » précise les interventions économiques des collectivités locales et le champ du contrôle des chambres régionales des comptes. |
| 6 février 1992                                                               | La loi no 92-125 relative à l’administration territoriale de la République améliore l’information des citoyens (mise à disposition des documents budgétaires), relance la coopération intercommunale (création des communautés de communes et des communautés de villes) et renforce les droits des élus au sein des assemblées locales. |
| 6 février 1992                                                               | Déconcentration - Sont confiées aux administrations centrales les seules missions à caractère national ou dont l'exécution en vertu de la loi ne peut être déléguée à un échelon territorial. Les services extérieurs deviennent les services déconcentrés de l'Etat. L'échelon départemental est un échelon de droit commun de l'intervention de l'Etat. La déconcentration est la règle générale d'attribution et de répartition des moyens des services de l'Etat. |
| 1er juillet 1992                                                             | Déconcentration - Décret portant charte de la déconcentration. Celle-ci devient la règle générale de répartition des attributions et des moyens entre les différents échelons des administrations civiles de l'État. |
| 16 mai 1994                                                                  | Présentation du rapport annuel du Conseil d’État, qui s’inquiète notamment d une mise en cause par le développement de la décentralisation de principes constitutionnels tels que l’indivisibilité de la République ou l’égalité devant le service public. |
| 11 juillet 2000                                                              | Dans le cadre de la mission d’information du Sénat sur la décentralisation, rapport de Michel Mercier intitulé Pour une République territoriale : l unité dans la diversité, qui prône une « vigoureuse » relance de la décentralisation, fondée notamment sur un nouveau contrat de confiance avec l'État. |
| Une République décentralisée (2000-2004)                                     | |
| 17-27 octobre 2000                                                           | Le 17, Pierre Mauroy, sénateur (PS) du Nord, remet à Lionel Jospin, Premier ministre français\|Premier ministre, le rapport de la Commission pour l'avenir de la décentralisation, qui contient 154 propositions, dont la généralisation de l'intercommunalité. |
| Actes II de la décentralisation 28 mars 2003 loi constitutionnelle           | Loi relative à l’organisation décentralisée de la République. Art.72 inscription de la région comme collectivité territoriale dans la Constitution au même titre que les communes et les départements. Droit à l'expérimentation pour les collectivités territoriales. |
| 2 août 2003                                                                  | Publication au Journal officiel de la loi organique no 2003-705 du 1“ août 2003 relative au référendum local et de la loi organique no 2003-704 du 1" août 2003 relative à l’expérimentation par les collectivités territoriales. |
| 1er octobre 2003                                                             | Adoption par le Conseil des ministres du projet de loi relatif aux responsabilités locales. Le projet de loi prévoit des transferts de compétences au profit des collectivités territoriales; ceux-ci doivent prendre effet au 1er janvier 2005. Le projet de loi organise par ailleurs le transfert des services de l’État nécessaires à l’exercice des compétences transférées. |
| 22 octobre 2003                                                              | Adoption par le Conseil des ministres du projet de loi relatif à l’autonomie financière des collectivités territoriales. |
| 18 décembre 2003                                                             | Promulgation de la loi no 2003-1200 portant décentralisation en matière de revenu minimum d’insertion et créant un revenu minimum d’activité. |
| 30 juillet 2004                                                              | Parution au Journal officiel de la loi organique no 2004-758 du 29 juillet 2004 prise en application de 1 article 72-2 de la Constitution relative à l’autonomie financière des collectivités territoriales. Elle prévoit le calcul d’un taux d’autonomie financière par catégorie de collectivités et définit la notion de « ressources propres ». |
| 29 avril 2004 Décret no 2004-374                                             | Déconcentration - Renforcement du pouvoir du préfet de région dans ses fonctions d'animation et de coordination de l'action des préfets de département. Détermination des orientations nécessaires à la mise en œuvre dans la région des politiques nationales et européennes. |
| 13 août 2004 Loi no 2004-809                                                 | Promulgation de la loi no 2004-809 relative aux libertés et responsabilités locales. La loi énumère l'ensemble des compétences transférées par l’État aux collectivités locales. L’entrée en vigueur des transferts de compétences est fixée au 1er janvier 2005 (130 000 agents de l'État). |
| Vers un acte III de la décentralisation (2005-2013)                          | |
| 10 juillet 2006 loi no 2006-823                                              | Autorise l'approbation de la Charte européenne de l'autonomie locale, adoptée à Strasbourg le 15 octobre. |
| 21 février 2007 loi organique no 2007-223 loi ordinaire no 2007-224          | Dispositions statutaires et institutionnelles relatives à l'outre-mer. Ces lois autorisent, à condition d’y être habilitées par la loi, les assemblées délibérantes des départements et régions d’outre-mer à adopter localement les lois et décrets, ou à fixer des règles dans un nombre limité de matières pouvant relever du domaine de la loi. |
| 4 octobre 2007                                                               | Installation par François Fillon, Premier ministre, de la Conférence nationale des exécutifs, destinée à être un lieu de concertation au plus haut niveau entre le gouvernement et les exécutifs des collectivités territoriales. |
| 5 mars 2009                                                                  | Le Comité pour la réforme des collectivités locales, présidé par Édouard Balladur, remet son rapport au Président de la République. Il propose notamment l’achèvement de la carte de l’intercommunalité, la création de 11 métropoles, le regroupement de régions ou des départements sur la base du volontariat, la création de la collectivité territoriale du « Grand Paris ». |
| 27 octobre 2009                                                              | Publication par la Cour des comptes d’un rapport intitulé « La conduite par l’État de la décentralisation ». |
| 30 décembre 2009                                                             | Promulgation de la loi no 2009-1673 de finances pour 2010. La taxe professionnelle est remplacée par une contribution économique territoriale (CET). |
| REATE 16 février 2010 Décret no 2010-146                                     | Déconcentration - Autorité du préfet de région sur les préfets de département pour la mise en œuvre des politiques publiques. Le préfet de département reste exclusivement compétent pour les questions relatives au maintien de l'ordre et au droit des étrangers. |
| 16 décembre 2010 loi no 2010-1563 de réforme des collectivités territoriales | Création du statut de métropole sur la base du volontariat |
| 31 mars 2011                                                                 | Mayotte devient le 101e département français. |
| 1er janvier 2012                                                             | Mise en place de la première métropole (Nice Côte d'Azur). |
| 17 mai 2013 loi no 2013-40                                                   | Nouvelles modalités d'élection des conseillers départementaux, des conseillers municipaux et des conseillers communautaires, et modifiant le calendrier électoral. Une nouvelle carte des cantons et un scrutin binominal sont mis en place. Pour les conseillers municipaux, le seuil du scrutin de liste est abaissé de 3 500 à 1 000 habitants. Le conseil général devient conseil départemental. |
| Actes III de la décentralisation (2014-2017)                                 | |
| Actes III de la décentralisation 27 janvier 2014 loi MAPAM                   | Création de 14 métropoles de plein droit, 11 de droit commun, 3 à statut particulier (le Grand Paris, la métropole de Lyon et Aix-Marseille-Provence). Redéfinition de la répartition des compétences entre régions, départements et communes. |
| 16 janvier 2015 loi no 2015-29                                               | Réduction de 22 à 13 du nombre de régions au 1er janvier 2016 en métropole. |
| 16 mars 2015 loi no 2015-292                                                 | Amélioration du régime de la commune nouvelle, pour des communes fortes et vivantes |
| 1er avril 2015 loi no 2015-366                                               | Vise à faciliter l’exercice, par les élus locaux, de leur mandat. |
| 7 mai 2015 Décret no 2015-510                                                | Déconcentration - Fait du préfet le délégué territorial de l’établissement public d’État ayant une représentation territoriale et en rappelant que ces établissements concourent à la mise en œuvre des politiques publiques au niveau territorial, sous la coordination du préfet, en cohérence avec celle des services déconcentrés des administrations civiles de l'État. Introduction du principe de modularité dans l'organisation des services de l'Etat. Création de la Conférence nationale de l'administration territoriale de l'État (CNATE) pour assurer le respect des principes de la charte. |
| 7 août 2015                                                                  | Promulgation de la loi no 2015-991 portant nouvelle organisation territoriale de la République. Clarification et transferts de compétences. Achèvement de la carte des intercommunalités (seuil obligatoire de 15 000 habitants) |
| 26 février 2017 Loi no 2017-257 relative au statut de Paris                  | Assouplissement des critères d'admission au statut de métropole de droit commun. |